# Друга книга царів

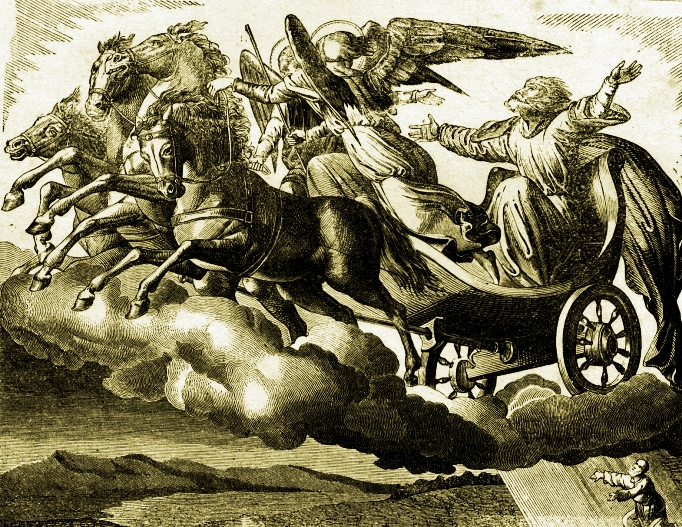
Взяття на небо пророка Іллі у вогненній колісниці.

Дру́га кни́га Царі́в (2. Цар.; ІІ Царів) — книга Старого Завіту Біблії та Танаху. У Септуагінті і в православному каноні відповідає Четвертій книзі Царств.

## Історія розділених царств
Після двох книг Самуїла у Старому Завіті слідують дві книги Царів. У книгах Самуїла започатковано історію єврейської монархії, тоді як у книгах Царів оповідається про її послідовний розвиток, розпад і занепад.
Увесь час (близько 400 років) панування царів в історії вибраного народу можна поділити на 3 періоди:
1. царювання Соломона 973—922 роки до н. е.
2. розпад царства — аж до здобуття Самарії, столиці Ізраїля, Салманассаром V та Саргоном ІІ, 721 рік до н. е.
3. історія малого царства Юди — аж до падіння Єрусалима за Навуходоносора, 587 рік до н. е.

Книги Царів — анонімний твір. Приписування їх пророкові Єремії безпідставне. Книги виникали поступово, кожне наступне видання включало нові традиції та оповідання. Перше видання ймовірно з'явилося після смерті Йосії під Меґіддо, і його метою було ствердити, що всі лиха народу — від того, що він забув закони Мойсея. Остання редакція була зроблена під час неволі або ж невдовзі після неї
У двох книгах Царів автор описує не тільки історію кожного царя, але й історію релігії, зокрема збереження чистого монотеїзму. Оцінку кожному цареві дано з погляду його ставлення до правдивої віри та культу єдиного Господа. Поділ на дві книги слідує із традиції Септуагінти і можливо пов'язане просто із довжиною сувоя тексту. Грецькі тексти в силу побудови речень займають більше місця у як єврейський текст (коротші слова, без голосних букв).
Друга книга Царів продовжує історію розділених царств після смерті царя Соломона — Ізраїля та Юдеї аж до зруйнування Самарії у 2 Цар. 17:5-6. За цим слідує історія Юди аж до падіння Єрусалима та пізнішого помилування царя Йоахина.

## Розділи Другої книги Царів
- Глави 1-2 містять продовження життєпису Ахазії та пророка Іллі і розповідають про взяття пророка на небо у вогненній колісниці.
- Глави 2-9 оповідають про служіння Єлисея, його силу віри та зроблені ним чудеса.
- Глава 10 Єгу — цар Ізраїля, і як він убив синів Ахава і жерців Ваала.
- Глави 11-13 розповідають про царювання Йоаса, і смерть Єлисея.
- Глава 14 присвячена правлінню Амасії, Юдейського царя і Єровоама II, царя Ізраїлю.
- Глава 15 містить розповідь про різних царів, що правили Ізраїлем та Юдеєю, часто в злобі.
- Глава 16 присвячена царюванню Ахаза, царя юдейського.
- Глава 17 описує руйнування Ізраїльського царства ассирійцями в 722 за царювання Осії, і пояснює походження самаритян.
- Глави 18-20 розповідають про життя Єзекії, царя юдейського і пророка Ісаю.
- Глави 21-23 описують послідовно правління кількох царів Юдеї, Манассії, Амона, Йосії і Єгоахаза. За традицією, Манассія несе відповідальність за мучеництво Ісаї. Йосія був праведним царем, який відновив право серед євреїв.
- Глави 24 і 25 продовжує розповідь історії Юдеї, з посиланням на правління Йоакима і Седекії, та захоплення Єрусалиму у −586 і вавилонського вигнання, перше та друге виселення юдеїв. Помилування царя Йоахина.